# Stazione di Mitsuishi (Okayama)
La stazione di Mitsuishi (三石駅?, Mitsuishi-eki) è una stazione ferroviaria della città di Bizen, nella prefettura di Okayama in Giappone. Si trova sulla linea principale Sanyō, ed è servita dai treni locali e rapidi.

## Linee e servizi
JR West
■ Linea principale Sanyō

## Caratteristiche
La stazione è dotata di un marciapiede a isola centrale con due binari in superficie. Essendo la stazione interessato da un basso numero di utenze giornaliere non sono presenti varchi d'accesso elettronici e i biglietti ricaricabili ICOCA non sono supportati.
| 1 | ■ Linea principale Sanyō |                    | per Kamigōri e Okayama   |
| 2 | ■ Linea principale Sanyō |                    | per Himeji, Kōbe e Osaka |
| 1 | binario non in uso       | binario non in uso |                          |

## Stazioni adiacenti
| «                      | Servizio               | »                      |
| Linea principale Sanyō | Linea principale Sanyō | Linea principale Sanyō |
| ---------------------- | ---------------------- | ---------------------- |
| Kamigōri               | -                      | Yoshinaga              |